# قدوة
قدوة أو نموذج يحتذى به (Role model) هو الشخص الذي يحاكي أو يمكن أن يحاكي سلوكه أو مثاله أو نجاحه من قبل الآخرين، وخاصة من قبل الشباب. يُنسب مصطلح القدوة (role model) إلى عالم الاجتماع روبرت كيه ميرتون، الذي افترض أن الأفراد يقارنون أنفسهم بمجموعات مرجعية من الأشخاص الذين يشغلون الدور الاجتماعي الذي يطمح إليه الفرد. الطريقة التي قد تجعل المعجبون الشباب الرياضيين المحترفين أو الفنانين الترفيهيين يقلدونهم.
في النصف الثاني من القرن العشرين، قام المدافعون الأمريكيون عن المساواة في مكان العمل بتعميم مصطلح ومفهوم القدوة كجزء من معجم أكبر لرأس المال الاجتماعي - والذي يتضمن أيضًا مصطلحات مثل السقف الزجاجي، والشبكات، والتوجيه، والبوابة - التي تعمل على تحديد ومعالجة المشاكل التي تمنع المجموعات غير المسيطرة من النجاح المهني. تبنت الأدبيات التجارية السائدة لاحقًا المصطلحات والمفاهيم، وروجتها كمسارات للنجاح لجميع المتسلقين المهنيين. في عام 1970 لم تكن هذه المصطلحات موجودة في المفردات الأمريكية العامة. بحلول منتصف التسعينيات، أصبحوا جزءًا من الخطاب اليومي. على الرغم من أن مصطلح «نموذج الدور» قد تم انتقاده مؤخرًا باعتباره «عفا عليه الزمن»، إلا أن المصطلح والمسؤوليات المرتبطة به تظل بارزة في الوعي العام باعتبارها عبارة شائعة الاستخدام، و «حضور قوي» في صناعة الترفيه ووسائل الإعلام.
يمكن أيضًا أن تكون نماذج الأدوار وطنية، على سبيل المثال، كان السياسيون والمفكرون التشيليون قد جعلوا فرنسا نموذجًا رئيسيًا خلال معظم القرن التاسع عشر حتى تحولوا إلى ألمانيا في العقود الأخيرة من القرن. ينظر إلى الشخص من قبل الآخرين كمثال يحتذى به

## التأثير على فرص العمل والاختيار
وفقًا للمؤرخ باميلا ليرد، قد يكون للنماذج التي يختارها الشخص تأثير كبير على فرصه وخياراته المهنية. تعتمد ملاءمة النموذج الذي يحتذى به، جزئيًا، على القواسم المشتركة المتصورة لدى المعجب مع النموذج، والذي يجب أن يقدم صورة لهدف طموح ولكنه واقعي. على سبيل المثال، يقترح ليرد أن بنيامين فرانكلين كان بمثابة نموذج يحتذى به لعدد لا يحصى من رجال الأعمال البيض في القرن التاسع عشر، بما في ذلك الشخصيات البارزة مثل توماس ميلون، بنجامين غودريش، وفريدريك وييرهاوزر. يقترح ليرد أن الافتقار إلى القواسم المشتركة بين نماذج الأدوار المحتملة والمعجبين المحتملين ساعد في إدامة الحواجز أمام الأقليات والنساء الأمريكيات أثناء محاولتهن التقدم في عالم الأعمال الذي يهيمن عليه الرجال البيض، وبالتالي حفز جهود أواخر القرن العشرين لتطوير نماذج يحتذى بها. لهذه المجموعات.
كما تؤثر نماذج دور الوالدين بشكل كبير على «تطلعات الفرد في التعليم والتدريب، ومهمة الكفاءة الذاتية، وتوقع مهنة ريادة الأعمال».

## قدوة المشاهير
أدى التوسع المستمر في الوصول إلى وسائل الإعلام في الثقافة الشعبية إلى رفع شهرة بعض المشاهير في جميع أنحاء العالم. أدت هذه الطفرة في التغطية الإعلامية والتعرض المستمر لهؤلاء الأفراد إلى تغيير في العقلية تجاه المشاهير من البالغين والشباب على حد سواء. وفقًا لمسح للمعلمين في المملكة المتحدة أجرته جمعية المعلمين والمحاضرين في عام 2008، اختار الشباب غالبًا نجوم الرياضة كنماذج يحتذى بها، يليهم نجوم البوب. ومع ذلك، كان الكثيرون يتطلعون ببساطة إلى أن يكونوا «مشهورين لكونهم مشهورين»، معتقدين أن الشهرة والثروة يمكن الوصول إليها بسهولة من خلال تلفزيون الواقع.

## قدوة المجتمع
وفقًا لريتا بيرسون، فإن المدرسين، نظرًا للوقت الكبير الذي يقضونه مع الأطفال، لهم تأثير كبير على الأطفال لدرجة أنهم يُنصحون بأن يكونوا محبوبين من أجل بناء علاقات عاطفية قوية مع الأطفال.

## قدوة الرياضيين
هناك نقاش كبير حول ما إذا كان ينبغي اعتبار الرياضيين قدوة. طُلب من بعض الرياضيين التصرف كما لو كانوا قدوة لمجتمعاتهم المحلية، وحاول البعض مثل هانك غرينبيرغ عمدًا أن يكون مثالًا جيدًا ولكن بشكل عام تم انتقاد اعتبار الرياضيين قدوة بسبب غالبًا ما يستند تعيينهم فقط على القدرة الرياضية بدلاً من أي أخلاق - لقد تم اقتراح أن الانضباط والتحكم الذي يظهر بشكل مستمر من قبل الرياضيين في الميدان يؤدي إلى اعتقاد المشاهدين بأن هذه الصفات نفسها تظهر باستمرار خارج الملعب. هذه العوامل وغيرها مثل عناصر المنافسة والإثارة والنجاح هي التي تجعل الناس يرغبون في تقليدها. صرح تشارلز باركلي أنه يعتقد أن الرياضيين ليسوا الشخصيات التي يجب على الأطفال تقليدها وأن مسؤولية الوالدين أن يكونوا قدوة، أن الدور يتم تطبيقه عن عمد من قبل وسائل الإعلام بدافع الغيرة من أجل جعل الحياة أكثر صعب على الرياضيين، وأنه يضع الرياضيين كهدف بعيد المنال بالنسبة لمعظم الناس.